# Váchalův mlýn
Váchalův mlýn v Domažlicích je bývalý vodní mlýn, který stojí v centru města západně od náměstí Míru v místech zaniklého náhonu vedeného z řeky Zubřina. V letech 1958–1980 byl chráněn jako nemovitá kulturní památka České republiky.

## Historie
Mlýn je zmíněn v kupní smlouvě z počátku 16. století mezi prodávajícím Lvíkem a novým majitelem Václavem Jindrou. Roku 1839 jej vlastnil Jan Pavlík, který v tomto roce nechal zpracovat plány na rozsáhlou přestavbu u Václava Kostlivého. 23. října 1877 byl zřízen vodní cejch.
V roce 1886 byl mlýn prodán v exekuci za 14 725 zlatých. V roce 1915 byl na mlýn opět uvalen konkurz a o rok později mlýn koupila Československá banka Praha za 73 369 korun. 3. března 1916 proběhla jeho dražba v odhadní ceně 108.475,77 K.
V roce 1919 se majiteli mlýna stali manželé Váchalovi. Roku 1936 mlýn vyhořel a při jeho přestavbě o měsíc později došlo k tragické nehodě, když se zřítil štít dovnitř budovy. V rodině Váchalově zůstal mlýn až do znárodnění.
V roce 1957 si v areálu zřídily Západočeské mlýny Domažlice firemní dílny a kanceláře; v té době byla odstraněna většina mlýnského zařízení. Stará mlýnská strouha byla zrušena při stavbě pomníku pohraniční stráže v roce 1965.
V 90. letech 20. století došlo k přestavbě interiérů mlýna a původní ráz si dochovalo pouze první patro mlýnice. Do konce 90. let 20. století vlastnily mlýn Západočeské pekárny a cukrárny, n.p., poté byl navrácen rodině původního majitele.

## Popis
Ve mlýně se jako doplňková činnost provádělo bělení a sušení prádla. Byla zde také možnost koupání za 5 zlatých mezi 16. a 17. hodinou.
Voda na vodní kolo vedla náhonem. V roce 1930 mlýn poháněla jedna Francisova turbína (průtok 0,2 m³/s, spád 3,7 m, výkon 7,5 HP).